# Casimirschloss

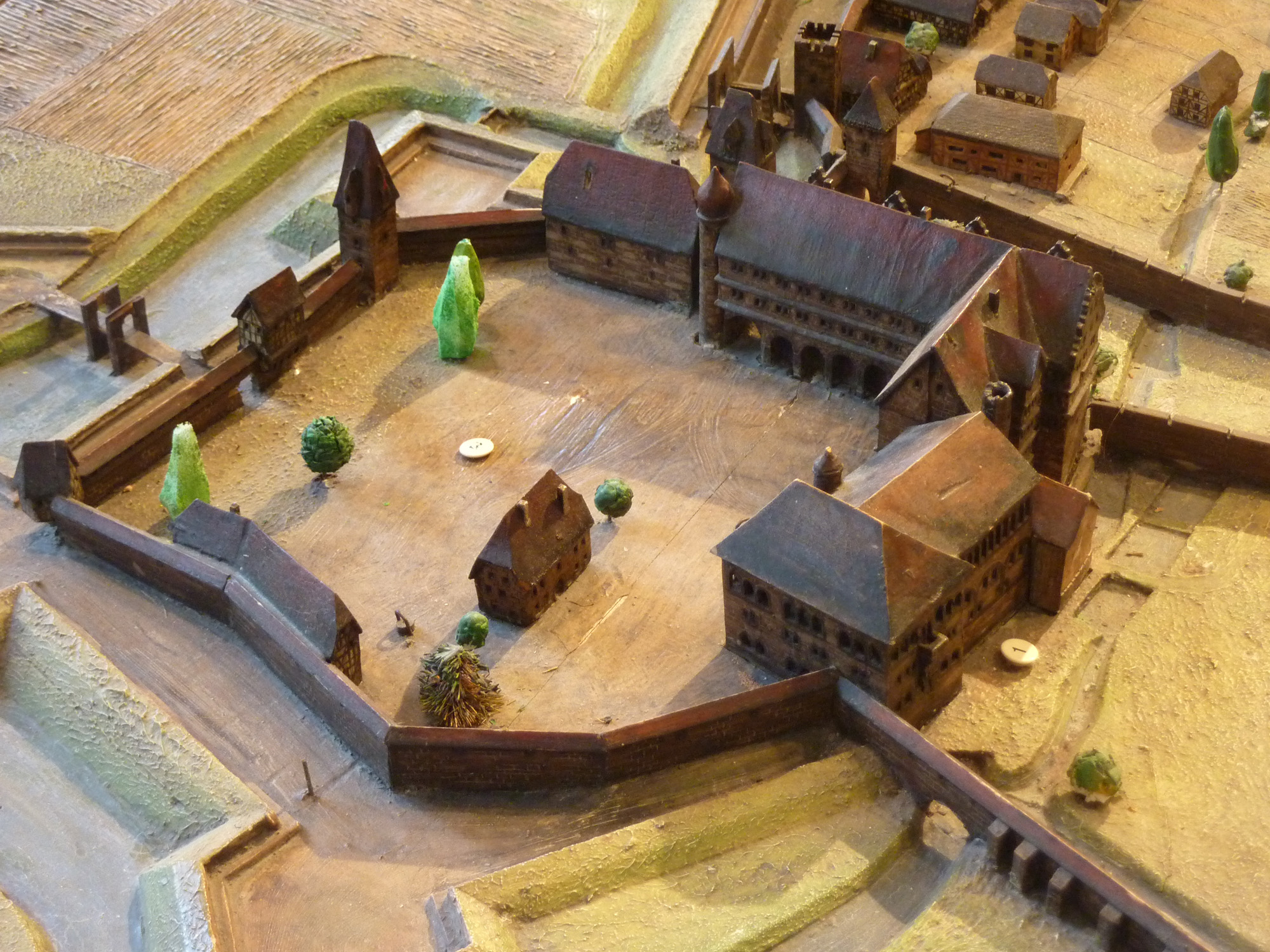
Modell der Kaiserpfalz im Theodor-Zink-Museum

Das Casimirschloss ist eine ehemalige mittelalterliche Burg auf dem Burgberg in Kaiserslautern. Ehemals im  Besitz Kaiser Barbarossas ließ der Pfalzgraf Johann Casmir die Burg im 16. Jahrhundert umbauen und erweitern. Auf dem Gelände der Anlage befindet sich heute nur noch der Casimirsaal (auch: „Pfalzgrafensaal“), der 1934 unter Einbeziehung eines zerfallenen Gebäudeteils erbaut wurde.

## Geschichte
Das Schloss wurde nach 1571 vom Landesherr von Pfalz-Lautern Johann Casimir neben der Barbarossaburg erbaut. Das Schloss wurde 1635 von den kaiserlichen Truppen des Generalfeldzugmeisters Melchior von Hatzfeld und nochmals 1688 im Pfälzischen Erbfolgekrieg durch französische Truppen stark beschädigt. 1703 wurde es im Spanischen Erbfolgekrieg in Brand gesetzt und schließlich gesprengt.
Im Zuge der Neugestaltung der unterirdischen Gänge der Kaiserpfalz wurden das 1934 errichtete Gebäude und sein Umfeld 2008 saniert. Ein weiterer Schritt zur Aufwertung der Gebäude erfolgt derzeit im Rahmen des Stadtumbauprogramms „Aktives Stadtzentrum Kaiserslautern“.
Das auf dem Foto abgebildete Gebäude befindet sich zwar auf dem Grundstück des ehemaligen Schlosses, hat mit diesem aber nur wenig zu tun. Das zeigt insbesondere der Vergleich mit den Modellen, die im Theodor-Zink-Museum zu sehen sind. Der auf dem Foto dargestellte Bau, genannt „Casimirsaal“, wurde in der Nazizeit gebaut. Er erinnert weniger an ein Renaissance-Schloss (denn das war das Casimirschloss), sondern mehr an die mittelalterliche, romanische Kaiserpfalz, mit ihren typischen Rundbögen und schweren, roh behauenen Sandsteinen.